# Eliurus webbi
Eliurus webbi är en däggdjursart som beskrevs av Ellerman 1949. Eliurus webbi ingår i släktet Eliurus och familjen Nesomyidae. IUCN kategoriserar arten globalt som livskraftig. Inga underarter finns listade i Catalogue of Life.
Vuxna exemplar når en kroppslängd (huvud och bål) av 140 till 159 mm, en svanslängd av 161 till 186 mm och en vikt av 66 till 98 g. Den mörkbruna pälsen på ovansidan blir fram till ryggens topp nästan svartaktig och undersidan är ljusgrå med bruna nyanser vid bukens kanter. De mörkbruna håren på svansen blir fram till svansspetsen längre och bilar en tofs. Öronen är i förhållande till huvudet kortare än hos andra arter av släktet Eliurus. Arten har vita fötter och tår.
Denna gnagare förekommer på östra och norra Madagaskar. Den vistas vanligen i låglandet och i låga bergstrakter upp till 1000 meter över havet men når ibland 1500 meter över havet. Habitatet utgörs av mera torra skogar. Arten besöker även trädodlingar.
Individerna lever i monogama par. Per kull föds upp till tre ungar. Ungarna föds under regntiden mellan november och december. Eliurus webbi vistas främst på marken och den övertar jordhålor som skapades av fåglar. Djuret äter frön, bland annat från växter av släktet Canarium, samt frukter och insekter.